# Dan McCrum

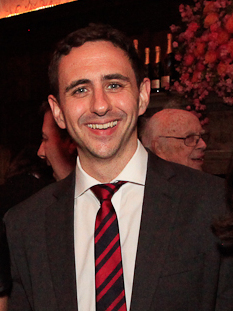
Dan McCrum

Dan McCrum ist ein Finanzjournalist der Financial Times.
Er war mit Stefania Palma in die Aufdeckung des Wirecard-Bilanzskandals involviert und gilt als maßgeblicher Mann, der Wirecard zu Fall brachte. Aufgrund seiner Recherchen zu Wirecard wurde er von Wirecard bedroht und verleumdet. Die deutsche Bundesanstalt für Finanzdienstleistungsaufsicht (Bafin) erstattete 2019 nicht etwa gegen Wirecard Anzeige wegen Betrugs, sondern gegen McCrum wegen des Verdachts auf Aktienmanipulation. Später stellte die Staatsanwaltschaft die Ermittlungen gegen den Journalisten ein.
Insgesamt recherchierte Dan McCrum über 6 Jahre lang am Fall Wirecard in seiner Artikelserie „House of Wirecards“. In der Netflix-Dokumentation „Skandal! Der Sturz von Wirecard“ werden die Hintergründe zum Wirecard-Skandal sowie das Werken und Wirken von Dan McCrum sowie von Shortsellern beleuchtet, die auch in Interviews zu Wort kommen.
2020 erhielt McCrum einen Sonderpreis des Deutschen Reporter:innenpreises.

## Veröffentlichung
- Dan McCrum: House of Wirecard. Wie ich den größten Wirtschaftsbetrug Deutschlands aufdeckte und einen DAX-Konzern zu Fall brachte. Econ, Berlin 2022, ISBN 978-3-430-21064-5.